# Kathleen Wynne
Kathleen Wynne (Toronto, 21 de mayo de 1953) es una política canadiense que ejerció como Primera ministra de Ontario (Canadá) entre 2013 y 2018. Fue la primera mujer en ocupar dicho cargo, así como también la primera persona abiertamente homosexual en ser electa para el cargo de primer ministro de una provincia de Canadá.
Wynne nació en Toronto, siendo hija del Dr. John B. Wynne y de Patsy O'Day. Su madre era una músico que creció en Nasáu, Bahamas antes de emigrar a Canadá.